# Деллах
Деллах — місто в провінції Каринтія, Австрія.
| Австрія | Це незавершена стаття з географії Австрії. Ви можете допомогти проєкту, виправивши або дописавши її. |